# Protonemura algirica
Protonemura algirica är en bäcksländeart som först beskrevs av Aubert 1956.  Protonemura algirica ingår i släktet Protonemura och familjen kryssbäcksländor.

## Underarter
Arten delas in i följande underarter:
- P. a. bejaiana
- P. a. algirica